# Facel Vega
Facel Vega fue una marca de automóviles de lujo francesa, operativa entre 1954 y 1964. Sus orígenes se remontan a 1939, cuando se fundó la empresa Facel, dedicada inicialmente a la fabricación de elementos de aleaciones especiales utilizados en la industria aeronáutica. A partir de 1953, cuando la firma inició su andadura en solitario, serían construidos a mano unos 2900 automóviles en total durante la corta vida de la marca.
En diciembre de 1939, para intensificar su esfuerzo de guerra, la compañía de subcontratación para la aeronáutica militar Bronzavia, creó una filial llamada Facel (acrónimo de Forges et Ateliers de Constructions d'Eure-et-Loir). Después de la guerra, en 1945, al fusionarse con Métallon, Facel comenzó al poco tiempo a fabricar carrocerías especiales, cupés o cabriolés, para Simca, Ford Motor Company, Panhard y Delahaye. 
Las carrocerías monobloque sin chasis independiente se generalizaron para los automóviles producidos en masa, y Facel perdió a sus grandes clientes. La mayoría de los fabricantes franceses de carrocerías estándar se vieron obligados a abandonar esta actividad. Por su parte, Métallon rompió su asociación con Facel en 1953, por lo que esta última inició el diseño y la fabricación de sus propios automóviles completos utilizando motores fabricados por Chrysler, Volvo y Austin. Su primer diseño llamado Vega se mostró al público en 1954.
Aunque inicialmente tuvo éxito, Facel cerró su fábrica en octubre de 1964. Su modelo Facellia, introducido en 1959, estaba insuficientemente desarrollado, y las pérdidas causadas por los problemas con la garantía de este modelo se volvieron imposibles de recuperar. Antes del cierre, Facel había sido puesta bajo el control de Sud Aviation, subsidiaria de Sferma.

## Historia
Facel (Forges et Ateliers de Constructions d'Eure-et-Loir) fue fundada el 20 de diciembre de 1939 por Bronzavia, un fabricante francés de aviones militares dedicada a la producción de componentes especiales. Marcel Koehler (ex fabricante de las motocicletas Koehler-Escoffier) dirigió Facel desde 1939 hasta 1945. Dio paso a Jean Daninos, que había regresado de los Estados Unidos reclamado por Henri Feuillée, el exjefe de Bronzavia y gran accionista de Facel. Jean Daninos había comenzado su carrera con Citroën, donde ayudó en el diseño de los cupés y cabriolés Traction. Se mudó a Morane-Saulnier y luego a Bronzavia en 1937 como director técnico. Durante la Segunda Guerra Mundial trabajó con General Aircraft en EE. UU., empresa que usaba patentes de Bronzavia, pero regresó en 1945 y se hizo cargo de Facel. Daninos fusionó Facel con Metallon, una situación mantenida hasta enero de 1953.
Fue Daninos quien decidió al poco tiempo que Facel se dedicara la fabricación de carrocerías completas terminadas y especiales para las principales marcas francesas. Conjuntamente con l'Aluminium Français, Facel ideó la carrocería de aluminio del modelo Panhard Dyna X, produciendo alrededor de 45.000 unidades para Panhard.
Coches de lujo
En 1948 se estableció una división de automóviles de lujo. Diseñó varios modelos exclusivos del Simca Sport, dando gran publicidad a los diseños encargados a Pinin Farina, y construyendo una carrocería especial para el chasis del Bentley Mark VI bajo la denominación Bentley Cresta. El ejercicio se repitió en 1951, con el lanzamiento del Cresta II. En septiembre de 1951 se introdujo el Ford Comète, cuya producción finalizó en 1955, cuando Simca se hizo cargo de Ford Francia. El estilo de los Cresta y Comète se desarrollaría en las formas del primer Vega.
Carrocerías de escúteres, camiones, tractores y todo terrenos
Durante el mismo período, Facel-Metallon prensó los paneles de las carrocerías de distintos vehículos: jeeps del ejército de Delahaye (pintados y tapizados); camiones de Simca, Delahaye y Somua (pintados y tapizados); escúteres de Vespa, Piaggio y Motobécane; tractores de Massey-Ferguson y parachoques de acero inoxidable, tapacubos y rejillas para Simca y Ford y para Renault.
Aviación
En conjunto con Hispano-Suiza, Facel-Metallon, Facel también participó en la producción de piezas de metales especiales para las cámaras de combustión de los motores a reacción de Rolls-Royce.
"Cupés y Cabriolets de postguerra"
|  |  |  |

|  |  |  |

## Facel Vega

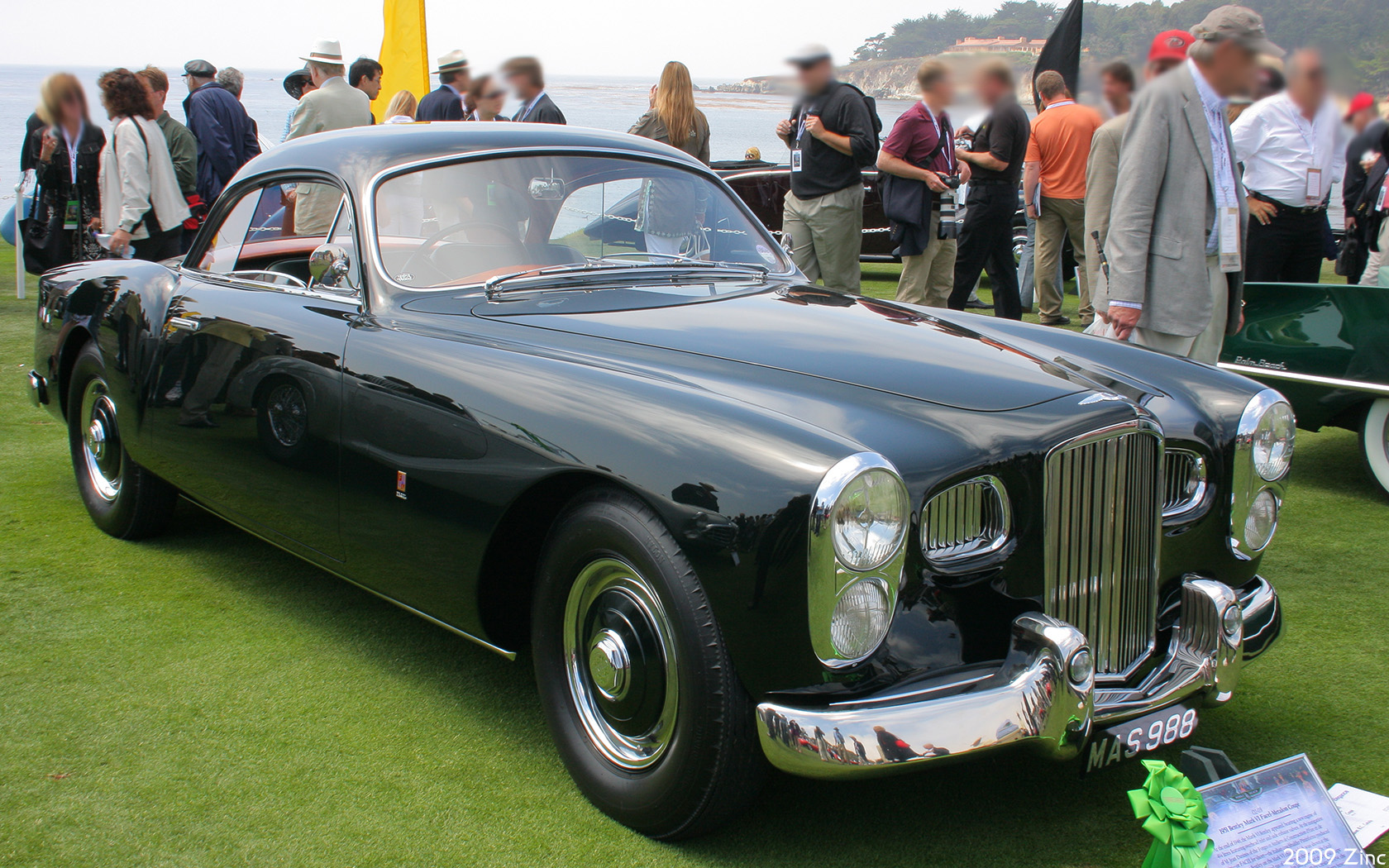
Bentley Mark VI carrozado por Facel-Metallon (1951)

La marca Facel Vega fue creada en 1954 por Jean Daninos (hermano del humorista Pierre Daninos, autor de Les Carnets du Major Thompson), aunque la empresa Facel había sido fundada por la Compañía Bronzavia en 1939 como un negocio de subcontratación para la industria aeronáutica. FACEL ("Forges et Ateliers de Construction d'Eure-et-Loir"; Taller de Forja y Construcción del Departamento de Eure y Loir) inicialmente se dedicó al estampado de planchas de metal, pero decidió expandirse a la fabricación de automóviles a principios de la década de 1950. Facel se introdujo en el negocio del automóvil como proveedor de carrocerías especiales para Panhard, Delahaye y Simca.

## Facel Vega FV, HK500 y Facel Vega II

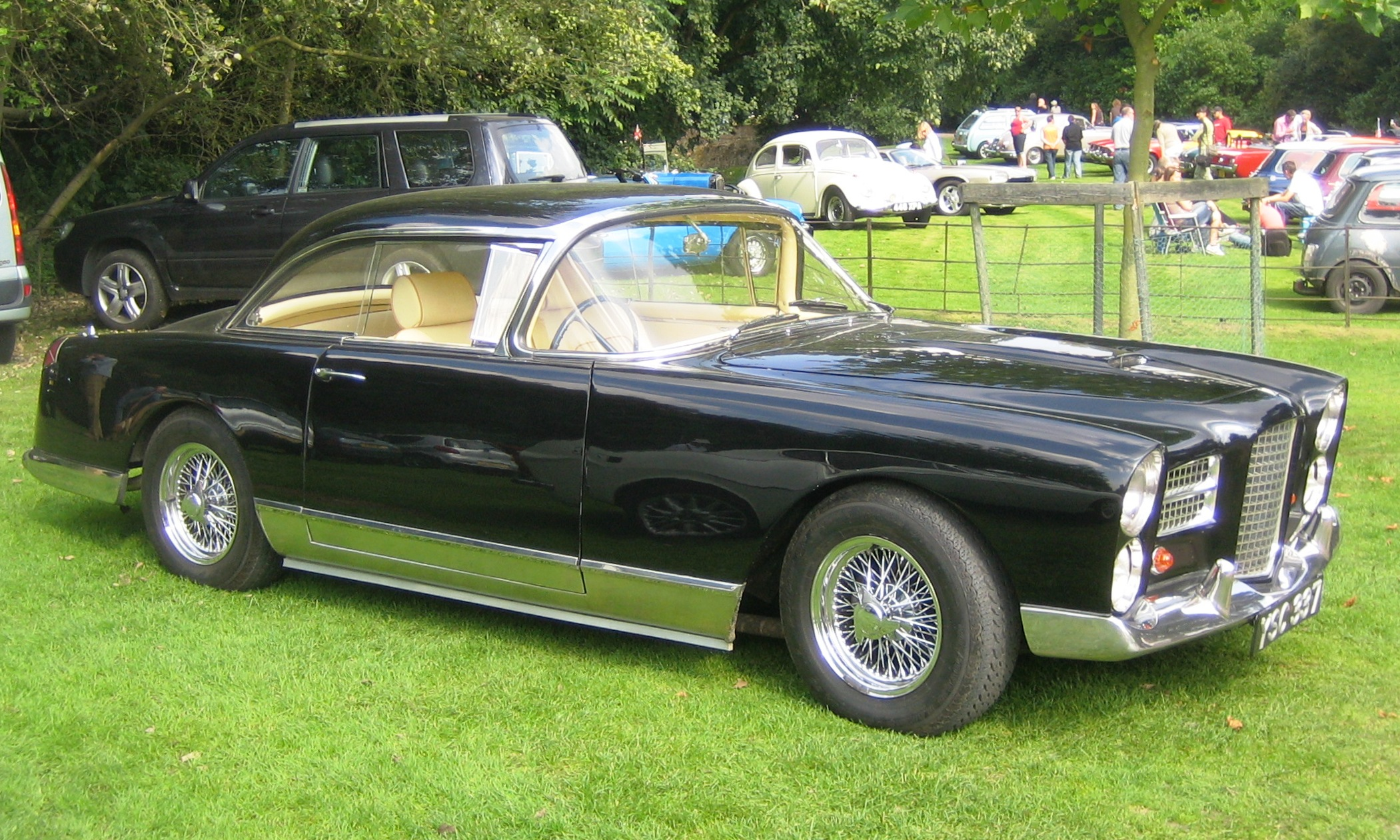
Facel Vega HK500 (1961)

Los automóviles Vega (más adelante FV, siendo el HK500 el más famoso de todos ellos), aparecieron en 1954 usando motores Chrysler V8, al principio un motor Hemi de 276 plg³ (4,5 L) producido por DeSoto. La ingeniería general era sencilla, utilizándose un chasis tubular, suspensión de doble horquilla en la parte delantera y un eje vivo en la parte posterior, muy similar a la de la mayoría de los coches estadounidenses estándar. También eran tan pesados como los automóviles estadounidenses, con aproximadamente 1800 kg (3968 lb). Eran coches rápidos, con una velocidad máxima de alrededor de 190 km/h (118 mph) y una aceleración de 0 a 100 km/h (62 mph) en poco menos de 10 segundos.
La mayoría de las unidades eran hardtop de dos puertas sin pilar central, aunque también se construyeron algunos descapotables. Se exportó el 77% de la producción, debido al sistema de potencia fiscal establecido en Francia, con altos impuestos que encarecían considerablemente estos coches.
El modelo de 1956 se mejoró con un motor Chrysler más grande de 331 plg³ (5,4 L), una transmisión actualizada y otras mejoras mecánicas. En el mismo año comenzó la producción de un modelo de cuatro puertas, el Excellence, con puertas con bisagras traseras (puertas de suicidio) en la parte posterior y sin pilar central. El diseño sin pilar central desafortunadamente afectó a la rigidez del vehículo, lo que se tradujo en un comportamiento dinámico más pobre que el de los modelos de dos puertas, por lo que los ejemplares de cuatro puertas conservados son muy raros.
Los modelos de 1959 tenían motores todavía más grandes, un Chrysler V8 de 5,8 L (354 plg³) y más tarde uno de 6,28 L (383 plg³), y eran bastante más rápidos a pesar de su peso extra. La evolución final de los modelos V8 llegó en 1962, con el Facel Vega II, que era más ligero, con líneas más armoniosas y modernas, sustancialmente aún más rápido y famoso por su elegancia.

### Facellia

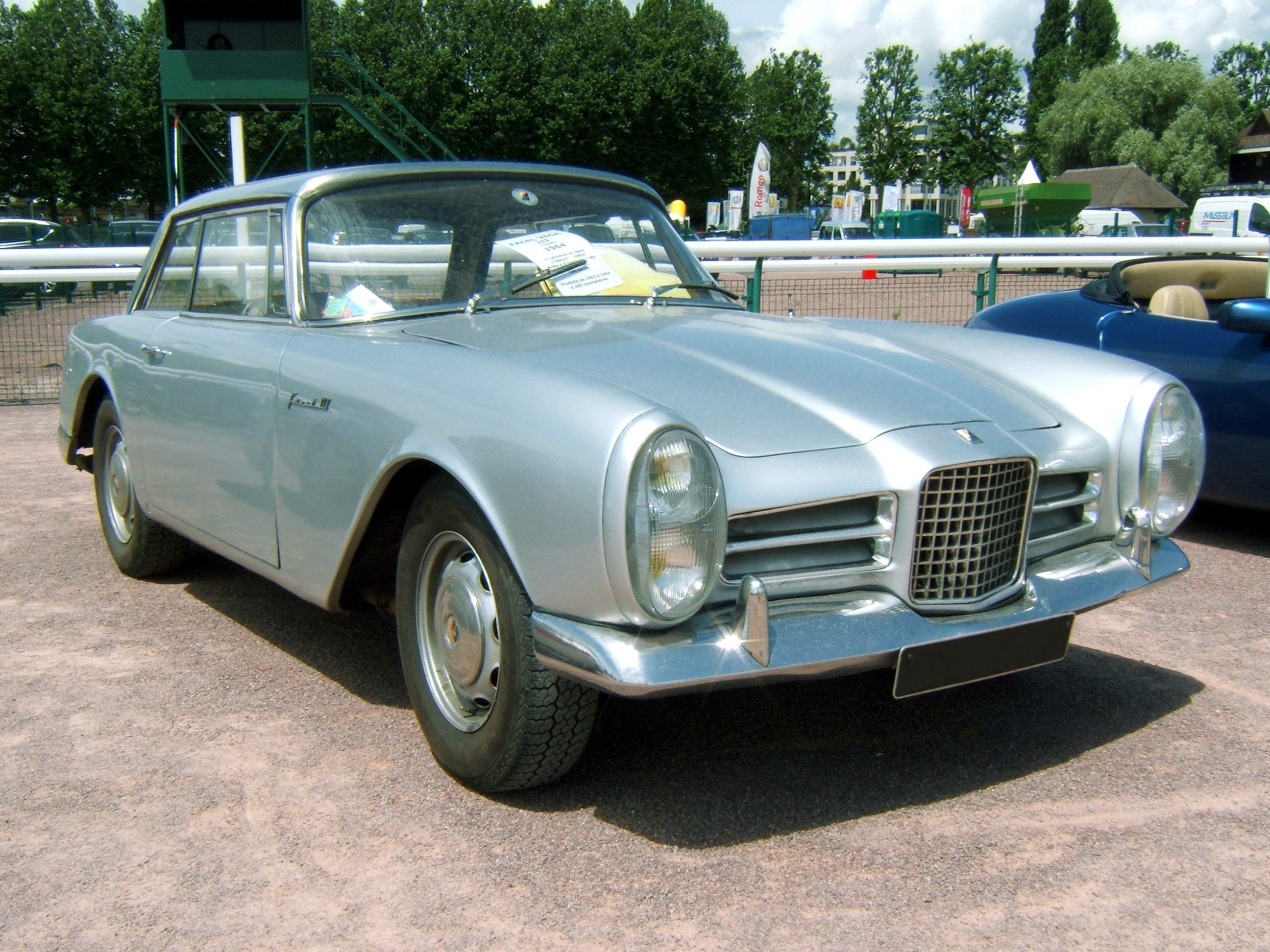
Facel III

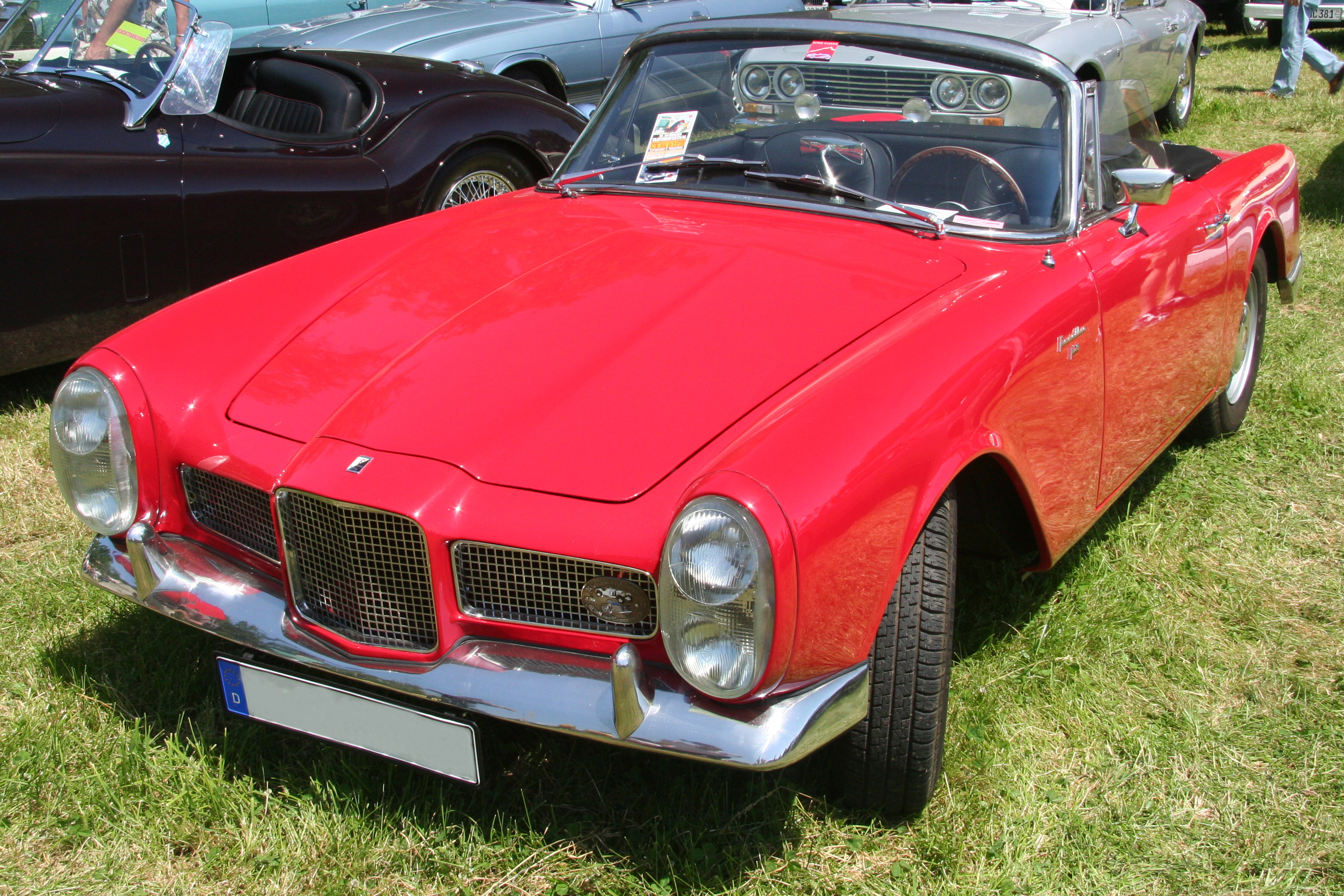
Facellia F-2, entre 1959 y 1963

En 1960, Facel se introdujo en el mercado de los automóviles deportivos con el Facellia, un automóvil pequeño de tamaño similar al entonces popular Mercedes 190SL. Los Facellia se anunciaron en tres estilos de carrocería: cabriolet, cupé 2+2 y cupé de 4 asientos, todos con la misma mecánica y una distancia entre ejes de 2450 mm (96,5 plg). El estilo era similar al del Facel HK500, pero con unas manijas de las puertas colocadas al ras de la carrocería bastante elegantes (aunque a veces rompían las uñas al abrirlas). Tras el cese de la producción del Facel Vega, Mercedes-Benz "tomó prestadas" varias de las claves del estilo del diseño de M. Daninos. Los precios fueron aproximadamente de 4000 dólares para el Facellia, 5500 para el Facel III y 6000 para el Facel 6.
Con la idea de crear un automóvil deportivo francés producido en masa que compitiera con los Alfa Romeo, Facel se alejó de los motores estadounidenses. El Facellia tenía un motor de 4 cilindros de 1,6 L DOHC construido en Francia por Paul Cavallier de la compañía Pont-à-Mousson (que ya proporcionaba cajas de cambios manuales para los modelos más grandes de la compañía). El motor tenía solo dos cojinetes para sujetar el árbol de levas gracias a la utilización de aceros especiales, en lugar de los habituales cuatro o cinco puntos de apoyo. A pesar de la experiencia metalúrgica de Pont-à-Mousson, el diseño se tradujo en una flexión excesiva, con graves fallos mecánicos frecuentes. Los famosos ingenieros Charles Deutsch y Jean Bertin fueron llamados para resolver estos problemas, pero no fue suficiente. El motor sería considerado como un desastre, y el Facellia con él. El presidente de la compañía, Jean Daninos, se vio obligado a renunciar al cargo en agosto de 1961 debido a los problemas financieros de la compañía. El nuevo jefe, un exejecutivo de una compañía petrolera llamado André Belin, dio instrucciones estrictas al departamento de posventa para responder a las quejas de los clientes sobre los motores Facellia averiados, reemplazando las unidades de forma gratuita y sin crear "dificultades". La estrategia estaba destinada a restaurar la confianza entre la base de clientes de la compañía, pero el resultado fue que se produjo un gran agujero en la cuenta de resultados bajo el capítulo de "costos de garantía", y seguramente ya era demasiado tarde para recuperar a los antiguos clientes.
Motor Volvo
El problemático propulsor sería reemplazado por un motor Volvo B18 en el Facel III, pero el daño ya estaba hecho. La producción se detuvo en 1963, y a pesar de la visión de que era un automóvil fabricado en serie, solo se construyeron 1100 unidades (convirtiéndose en el Facel producido en mayor número). Facel perdió dinero en cada automóvil que salió de la cadena de montaje, de forma que la sección de automóviles de lujo de la compañía tuvo que depender por completo del respaldo del resto de los negocios de Facel Metallon.
El pequeño Facel 6 tuvo poco éxito de ventas, y las pérdidas acumuladas debido a la fuerte competencia en el sector de los automóviles de lujo acabaron con el negocio, que cerró sus puertas a finales de octubre de 1964. Según algunos, el mejor Facel, el pequeño Facel 6 (que usaba un motor Austin-Healey de 2.8 litros), llegó demasiado tarde para salvar a la compañía, con menos de 30 unidades producidas cuando los garantes financieros retiraron su apoyo a la compañía.

## Propietarios famosos
- Entre los principales propietarios de Facel Vega (especialmente del Facel II) figuraron Pablo Picasso, Ava Gardner, Christian Dior, Herb Alpert, Joan Collins, Ringo Starr, Max Factor Jr, Joan Fontaine, Stirling Moss, Tony Curtis, varios príncipes saudíes, Dean Martin, Fred Astaire, Danny Kaye, Louis Malle, el presidente de México, François Truffaut, Robert Wagner, Anthony Quinn, Hasán II de Marruecos, Debbie Reynolds, el Shah de Persia, Frank Sinatra, Maurice Trintignant, Brian Rix, Joe Hepworth y las embajadas francesas de todo el mundo.[7][8][9] El piloto de carreras Stirling Moss, en lugar de tomar el avión, conducía su HK500 de una prueba a otra siempre que podía.

- El escritor francés y ganador del Premio Nobel Albert Camus murió en un Facel Vega FV3B conducido por su editor,  Michel Gallimard.[10] En el momento de su muerte, Camus había planeado viajar en tren, con su esposa e hijos, pero a última hora aceptó la propuesta de su editor para viajar con él.[11]

- En la película de 1989 Dealers , Paul McGann en el papel de Daniel Pascoe conduce un Facel II.

- Un Facel Vega HK500 aparece en una animación por computadora en la película Ratatouille (Pixar, 2007).

- Un Facel Vega Facellia apareció en el videoclip Dramophone de Caravan Palace.[12]

- Un Facel Vega HK500 de 1958 apareció en la película de 1961 Otra vez adiós protagonizada por Ingrid Bergman, Yves Montand y Anthony Perkins.[13]

- El inspector jefe Swan Laurence conduce un Facel Véga Facellia F2 Coupé rojo vino en la serie de televisión Los pequeños asesinatos de Agatha Christie, temporada 2 (2013).[14]

## Modelos
- Vega FV
- Facel Vega FVS
- Facel Vega HK500
- Facel Vega II
- Facel Vega Excellence
- Facel Vega Facellia
- Facel III
- Facel 6